# Marcin Koszałka
Marcin Koszałka est un réalisateur et scénariste polonais, né le 30 décembre 1970 à Cracovie.

## Filmographie

### Réalisateur
- 1999 : Takiego pięknego syna urodziłam
- 2003 : Imieniny
- 2003 : Made in Poland
- 2004 : Jakoś to będzie
- 2006 : Cały dzień razem
- 2006 : Śmierć z ludzką twarzą
- 2007 : Istnienie
- 2007 : Do bólu
- 2007 : Martwe ciało
- 2008 : Dekalog... po Dekalogu
- 2010 : Ucieknijmy od niej
- 2010 : Deklaracja nieśmiertelności
- 2013 : Będziesz legendą, człowieku
- 2015 : The Red Spider (Czerwony pająk)

### Directeur de photographie
- 2004 : Pręgi
- 2005 : Kochankowie roku tygrysa
- 2005 : Kochankowie z Marony de Izabella Cywińska
- 2008 : Scratch
- 2008 : Senność
- 2008 : Dom
- 2009 : Tribulations d'une amoureuse sous Staline
- 2011 : Les Impliqués

## Récompenses et distinctions
- Meilleure photographie au Festival du film polonais de Gdynia en 2004 pour Pręgi
- Meilleure photographie au Festival du film polonais de Gdynia en 2009 pour Tribulations d'une amoureuse sous Staline